# سپیدامرودیان
سِپیداَمرودیان (تیره گلابی سفید) (نام علمی: Icacinaceae) نام یک خانواده از راسته خاس‌سانان است.